# 大分稚臣
大分 稚臣（おおきだ の わかおみ）は、飛鳥時代の人物。名は稚見（わかみ）とも。姓は君。
672年に発生した壬申の乱で大海人皇子（天武天皇）の軍に加わり、7月22日の瀬田の戦いで先頭に立って橋を突破した。後に兵衛。死後外小錦上を追贈された。

## 壬申の乱での活躍
大分氏（大分君）は大分国造を歴任した一族で、豊後国大分郡を本拠とする豪族である。稚臣は、壬申の乱の勃発時に近江大津宮のある大津にいたらしい。大海人皇子にとって大津は敵の本拠地だったが、そこには高市皇子と大津皇子という二人の息子がいた。そこで二人に脱出と伊勢国での合流を指示するため、6月24日に吉野から大分恵尺が連絡に向かった。二人の皇子は別々に伊勢へ急行し、稚臣は恵尺と共に大津皇子の集団に加わった。高市皇子は25日の昼、大津皇子は翌日の朝に父と再会した。
その後、美濃国で集結した大海人皇子の軍勢は、近江国に直行する軍と倭（大和国）への増援に回る軍とに二分された。稚臣は直行する軍に属した。村国男依らが指揮するこの軍は、7月7日から連戦連勝して進撃し、22日に瀬田に到達した。瀬田川は地勢上近江宮を守る最後の防衛線であり、大友皇子（弘文天皇）自ら群臣を従えて出陣した。
攻防の焦点は瀬田の橋にあった。近江方の先鋒の将智尊は橋の中ほどを3丈にわたって切断し、そこに長い板をかけて綱をつけ、敵が渡ると綱を引いて落下させるという仕掛けを作って待ち受けた。そのため大海人皇子の兵は進めなかった。稚臣は長矛を捨て、甲（よろい）を重ね着して、刀を抜き、仕掛けられた板を踏んで突進した。彼は板についた綱を切り、矢を受けながら敵陣に入った。近江方の兵士は壊走し、壬申の乱の勝敗はここに決した。

## 功臣のその後
『日本書紀』には、12月4日に勲功ある人を選んで冠位を増し、小山位以上をあたえたとする記事があるので、稚臣もこれと同じかそれ以上の位を受けたと思われる。
後述の死亡記事から、大分君稚臣が兵衛として勤務していたことがわかる。後の律令制で兵衛は兵衛府の兵士で、地方豪族の子弟としては低くも高くもない。当時の兵制は若干異なる可能性があるが、王宮の護衛の士である。
天武天皇8年（679年）3月6日に、兵衛大分君稚見は死んだ。壬申の年の戦いで先鋒として瀬田の敵陣を破った功により、外小錦上の位を贈られた。小錦上は高位だが、稚臣が与えられたのは外位である。稚臣の功を高く揚げたいとする意図と、中央の有力貴族と同列にはできないという事情から、外位になったと考えられる。